# 嬰兒牙膠

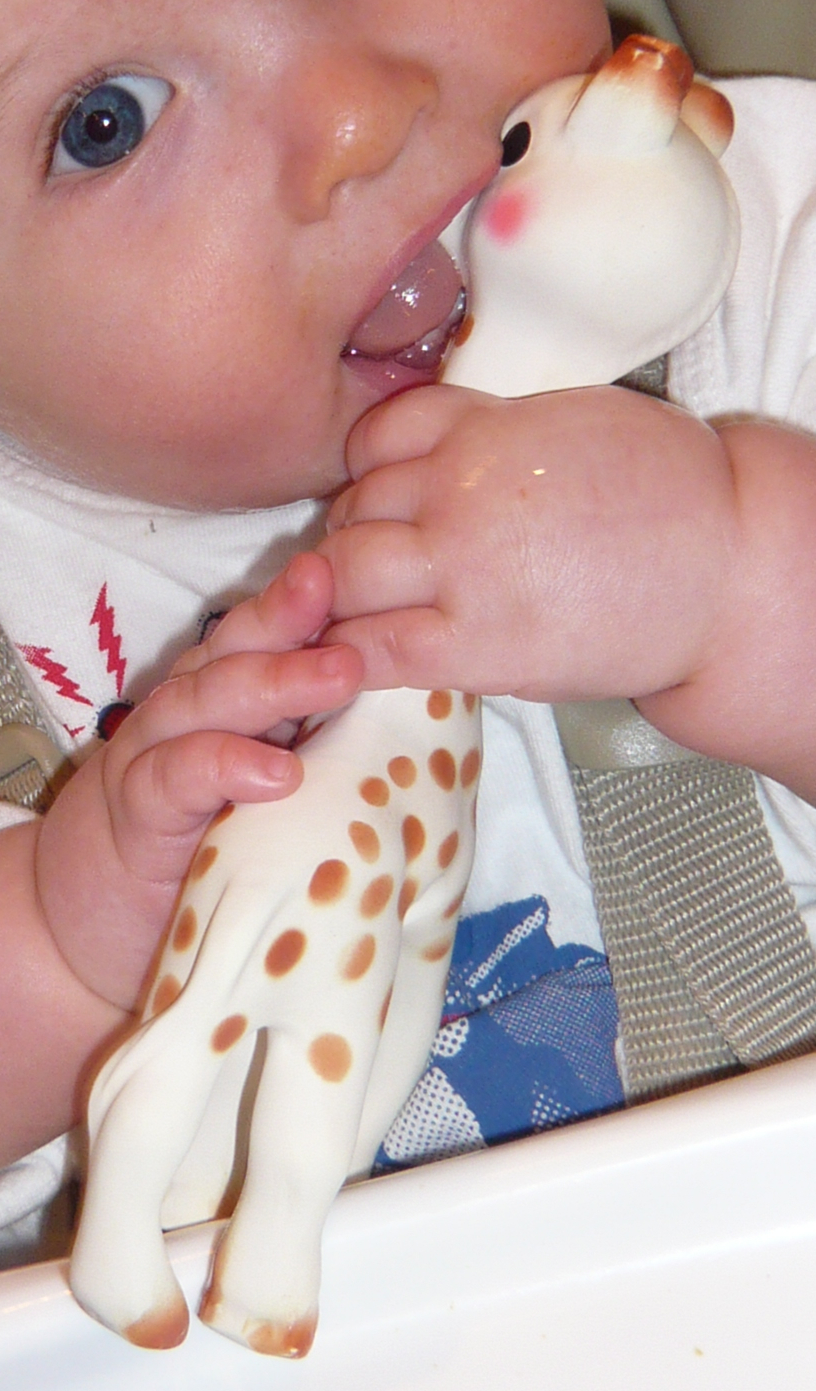
嬰兒正在咬嚼一個長頸鹿形的牙膠

嬰兒牙膠（英語：Teether），簡稱牙膠，又稱嬰兒磨牙器、嬰兒磨牙棒，是一種嬰兒用品，是用來舒緩6個月至2歲大嬰兒在長出乳齒時的不適，可避免嬰幼兒咬嚼身邊不清潔及可構成傷害的物件。由於嬰兒長出乳齒期間，容易感到牙肉痕癢，牙肉可能會出現腫脹，而且口水分泌增多，此時嬰兒較容易感到煩躁不安，同時喜歡咬嚼東西，一個容易清潔及不會對嬰兒造成傷害的軟膠，可讓嬰兒有可咬嚼的安全物品。

## 使用
嬰兒牙膠通常由塑料包裹液體造成，為吸引嬰兒注意及使用，有不少會用上明亮的顏色，不過由於牙膠會被嬰幼兒放入口中咬嚼，所以軟膠不能輕易被咬破，亦不能掉出細小的物件，避免嬰兒誤吞或造成窒息，牙膠的物料和顏料也不可對人體帶有毒性。牙膠每次使用前後都要清潔乾淨，以溫和的肥皂水洗滌，再以清水洗淨，同時避免放在潮濕的地方避免滋生霉菌。牙膠不應使用熱水或水蒸氣清潔，這樣可損壞牙膠或加快物料的老化。此外，不可將嬰兒牙膠放入雪櫃或冰格，因為低溫可導致牙膠內的液體凝固或凍結，牙膠會變硬及失去彈性，容易破裂，引致嬰兒咬嚼時受傷。嬰兒牙膠不可穿上繩子供嬰孩掛在頸項使用，這樣會增加嬰兒窒息的風險。嬰兒使用牙膠期間監護人不可置之不理，須時常查看嬰兒的情況，嬰兒睡著後也不應留置在嬰兒床上。